# Staatsarchiv Belluno
Das Staatsarchiv Belluno (Archivio di Stato di Belluno) befindet sich im oberitalienischen Belluno, Via S. Maria dei Battuti, 3. Es birgt den überwiegenden Teil der historischen Quellen aus der Zeit vor der italienischen Staatsgründung, dazu die Archivbestände der italienischen Behörden der Provinz. Hinzu kommen die Archivbestände des Archivio notarile distrettuale sowie Unternehmens-, Familien- und sonstige Privatarchive.
Gegründet wurde die Institution formal im Dezember 1973 bzw. Anfang 1976 aufgrund eines Gesetzes, das die Schaffung eines Staatsarchives in jeder Provinzhauptstadt vorsah.
1978 wurden die Akten des Militärdistrikts, dann die der Prefettura dem Hause überantwortet, doch geschah dies bei einem Großteil der Bestände erst in den 1990er Jahren. So kamen 1994 Bestände des Archivio notarile distrettuale, also die Akten der Notare von Belluno aus der Zeit zwischen dem 15. Jahrhundert und der Ära Napoleons ins Haus.
Umfangreiche Bestände aus dem Staatsarchiv Venedig, nämlich Podestà e capitanio di Belluno; ASBL – Podestà e capitanio di Belluno, Raspe e sentenze criminali, reg. 12, podestà Bernardino Priuli (1566–1567) hinzu. Dann der napoleonische Katasterbestand, oder auch Treviso (Confraternite e corporazioni; Livinallongo-Ampezzo) und Trient (österreichischer Kataster, serie K e OC).
Hervorzuheben sind die Bestände der Privatarchive, allen voran der Familien Doglioni, Miari oder der Banca Prosdocimi. Ebenfalls kamen aus Venedig Bestände der religiösen Bruderschaften und Verbände mit Bezug zu Belluno.